# Zyxommoides breviventre
Zyxommoides breviventre е вид водно конче от семейство Libellulidae.

## Разпространение и местообитание
Видът е разпространен в Камбоджа и Лаос.
Обитава езера, блата, мочурища и тресавища.